# Eduardo Ratinho
Eduardo Correia Piller Filho, também conhecido como Eduardo Ratinho, (São Paulo, 17 de setembro de 1987) é um ex-futebolista brasileiro que atuava como lateral-direito. Se aposentou precocemente aos 26 anos para ser empresário.
O apelido "Ratinho" foi dado pelo técnico do Corinthians da categoria de base, em 2001, devido a sua velocidade e seu tamanho, pois ele era o menor da turma, porém muito rápido e ágil, como um ratinho.

## Carreira
Atuando pela lateral-direita, foi formado nas categorias de base do Corinthians. Estreou no time principal em 17 de agosto de 2005, na vitória sobre o Goiás por 2 a 0, em partida válida pela Copa Sul-Americana. Foi considerado a revelação da lateral direita do campeonato, ganhando a posição de titular, e teve importante participação na conquista do Campeonato Brasileiro de 2005.
Chegou a Seleção Brasileira sub-20 em 2007.
Da metade de 2007 até dezembro, jogou por empréstimo no CSKA Moscou da Rússia.
Jogou duas partidas pelo Corinthians no começo do Paulistão de 2008 e em seguida foi negociado com o Toulouse, da França.
Em agosto de 2008, foi contratado pelo Fluminense, por empréstimo, por um ano.
Em 25 de agosto de 2009, acertou com o Santo André, também por empréstimo.
Em 2010, jogou pelo Sport Recife e, em 2011, acertou com o Botafogo-SP.
Em 2012, jogou o Campeonato Carioca pelo Bonsucesso.
O último clube de Ratinho foi o Operário, do Mato Grosso, no começo de 2014, mas ele não entrou em campo.
Decidiu pendurar as chuteiras aos 26 anos para gerir um posto de gasolina e duas casas lotéricas no bairro de Ramos, no Rio de Janeiro, junto com o sogro.

## Títulos
Corinthians
- Campeonato Brasileiro: 2005[7]

Sport
- Campeonato Pernambucano: 2010